# توميسلاف ارتشيغ
توميسلاف ارتشيغ (بالكرواتية: Tomislav Erceg)‏ (مواليد 22 أكتوبر 1971) هو لاعب كرة قدم. يلعب مع منتخب كرواتيا لكرة القدم منذ عام 1997.

## وصلات خارجية
- توميسلاف ارتشيغ على موقع الاتحاد الدولي (مؤرشف)  (الإنجليزية)
- توميسلاف ارتشيغ على موقع اتحاد كرواتيا (الكرواتية)
- توميسلاف ارتشيغ على موقع اتحاد تركيا (لاعب) (الإنجليزية)
- توميسلاف ارتشيغ على موقع رابطة كرة القدم اليابانية للمحترفين (اليابانية)
- توميسلاف ارتشيغ على موقع قاعدة بيانات كرة القدم.إي يو (الإنجليزية)
- توميسلاف ارتشيغ على موقع ناشيونال فوتبول تيمز (الإنجليزية)
- توميسلاف ارتشيغ على موقع Soccerway.com (الإنجليزية)
- توميسلاف ارتشيغ على موقع عالم كرة القدم.نت (الإنجليزية)
- National Football Teams